# Valea Nucarilor
Valea Nucarilor es una comuna ubicada en el distrito de Tulcea, Rumania.

## Superficie
Posee una superficie de 130,8 kilómetros cuadrados.

## Demografía
Hasta 2021 la población era de 2892 habitantes, con una densidad de población de 22,11 habitantes por kilómetro cuadrado.